# Друенто
Друенто (італ. Druento, п'єм. Druent) — муніципалітет в Італії, у регіоні П'ємонт,  метрополійне місто Турин.
Друенто розташоване на відстані близько 540 км на північний захід від Рима, 12 км на північний захід від Турина.
Населення — 8646 осіб (2014).
Покровитель — Beata Vergine del Santo Rosario.

## Демографія
Населення за роками:

Станом на 1 січня 2023 року в муніципалітеті офіційно проживало 548 іноземців з 28 країн, серед них 450 громадян країн Євросоюзу та 15 громадян України.

## Сусідні муніципалітети
- Колленьо
- Ф'яно
- Ла-Касса
- П'янецца
- Робассомеро
- Сан-Джилліо
- Венарія-Реале